# Friol
Friol è un comune spagnolo di 4 685 abitanti situato nella comunità autonoma della Galizia.